# Marvel Zombies Vs. Army of the Darkness
Marvel Zombies versus The Army of Darkness (en México Titulado Zombis Marvel contra El Ejército de las Tinieblas) es una historieta de serie limitada, publicada por la editorial estadounidense Marvel Comics con asociación de Dynamite Entertainment.
Este es un cruce ficcional en el que Ash Williams, héroe de las series El Despertar del Diablo, ha sido transportado al universo Marvel, pero el universo ha sido alterado por un virus, y es habitado por muertos vivientes, opuestos a los superhéroes y supervillanos de Marvel Comics.
La historia fue escrita por John Layman y dibujada por Sean Phillips, Fabiano Neves y Fernando Blanco. Esta saga de cinco números se publicó en mayo a septiembre del 2007; y su narración corre paralelamente con Marvel Zombies: Dead Days explicando los eventos acontecidos, como es que Sentry inicia la propagación del virus.

## Argumento

### Earth's Mightiest Zero
Este número comienza donde Army of the Darkness # 13 (en español El Ejército de las Tinieblas # 13) termina. Comienza con un desorientado Ash Williams aterrizando en un contenedor en la ciudad de Nueva York. Ve una batalla entre Daredevil y Bola De Trueno (La Brigada De Demolición)
Más tarde se encuentra con un Deadite (Los Deadite son daimons creados por el Necronomicón) que poseía el cuerpo de una mujer pobre, la Deadite le advierte de la inminente perdición de la Tierra 2149. Él responde a esta noticia con un puñetazo en la cara. Temerario ve el golpe y, supone que Ash está atacando a la mujer, rápidamente se pone a defenderla. Pero Daredevil es arrojado contra la pared por un ataque de Bola De Trueno. Ash da gracias a Thunderball por su ayuda, y se retira.
Más tarde, al leer el periódico Daily Bugle, Ash se da cuenta de su error y decide tomar en cuenta la advertencia de que algo sucederá en la Tierra 2149. Él llega a la mansión de los vengadores, y le dispara al intercomunicador de la puerta con su "palo de fuego" (escopeta). Los Vengadores, conformados por el Coronel América (la versión de la Tierra-2149 del Capitán América), la Visión, la Bruja Escarlata, Thor, Luke Cage (con la vestimenta de Power Man), Hawkeye y Miss Marvel, llega a investigar la perturbación, Ashley comienza a relatar su historia. Ellos inicialmente escuchan pero lo creen un loco. La Bruja Escarlata lo teletransporta lejos.
Después Edwin Jarvis les avisa a Los Vengadores de que hay una gran perturbación en Midtown Manhattan, y se marchan para investigarla. Un relámpago estalla sobre la ciudad, Ash llega a la escena. Él empieza a gritar al público que el fin de los tiempos ha llegado. Los Vengadores lo siguen de cerca, el Hombre Araña llega poco tiempo después, y le piden llevarlo al manicomio, el Hombre Araña es visto atravesando la ciudad con Ash envuelto en sus telarañas.
Ash comienza a contarle al Hombre Araña la historia de cómo había aterrizado en la Tierra-2149 con la profecía de la Deadite. Él le dice que, tras su "muerte" en el Ejército de las Tinieblas # 13, Sentry apareció en la puerta del mundo de los Muertos Zombificado, comenzando a devorar a las Personas que intentaban pasar, intento detenerlo pero lo lanza de un puñetazo hacia una luz y eso provocó que cayeran en la Tierra-2149. Ambos miran hacia atrás y ven que el zombi Virgía en Medio de Times Square ya ha infectado a Los Vengadores que yacen Heridos y otros Muertos en los escombros, comienzan a levantarse, pero ahora sus ojos se han vuelto blancos...ahora son zombis y comienzan a atacar a la multitud que estaba en la Plaza. El Hombre Araña logra salvar a una Mujer Rubia en peligro, luego de dejarla en un lugar apartado, después entra en vuelo con Ashley Joanna Williams, pero el Coronel América, que lo estaba siguiendo lo ataca y muerde al Hombre-Araña en el cuello. Provocando que Ashley caiga al suelo todavía atado delante de los zombis Luke Cage, Ojo de Halcón y Binaria.

### Marvel Team-Ups
Comienza con Los Vengadores zombis discutiendo como devorar a Ash Williams. El Hombre Araña intenta salvarlo, y amenaza con comer a Ojo de Halcón si los demás héroes no lo obedecen. Lo hacen, a pesar de que están perplejos de por qué el Hombre Araña se preocupa por un hombre cuando tienen todo un mundo por devorar. El Hombre Araña se va con Ash, aterriza en una azotea y Ash rápidamente le ataca, pero se detiene cuando el revela que todavía es humano, algo que simplemente atribuye a sus poderes arácnidos que actúan temporalmente contra la infección. Como Peter y Ash oyen y ven el caos en las calles más adelante, Peter Parker de repente se da cuenta de que él tiene que asegurarse de que su esposa y su tía están seguras, dejando a un acosado Ash varado en el techo. (En Marvel Zombies: Dead Days, el llega a su casa pero se transforma en zombi y devora a Mary Jane y a su Tía May aunque eso no es mostrado pero se comenta en Marvel Zombies).
Momentos después de que el Hombre Araña se va, Punisher llega y pide a Ash que le explique que está sucediendo. Cuando Ash explica sobre el Necronomicón y su plan para salvar el mundo, Punisher se compromete ayudar a Ash si le ayuda con algo primero. Ellos entran al edificio, descienden varios pisos y llegan a una oficina donde se encuentran en medio de una reunión con su subjefes de gánsteres de Kingpin, incluyendo Hammerhead (El Martillo). Cuando El Castigador, naturalmente, explica que él está ahí para matarlos, Kingpin intenta hacerlo razonar diciendo que necesitan trabajar juntos para salvar a la humanidad del ataque zombi. El Castigador es insensible ante estas palabras, y dispara a los gánsteres antes de salir para hacer frente a los zombis, con un muy conmocionado Ash que le sigue.
Ash y Punisher llegan a la calle a tiempo para ver a alguien siendo perseguido por una manada de Zombis. Punisher da su bolsa extra de armas a Ash, instruyéndolo atacan a los zombis. Ash reconoce a un no infectado Bola de Trueno tratando de salvarse desesperadamente de ellos. Pero ocurre una explosión: varios zombis arrasan la calle, El Castigador llama a Ash, que no responde, y es infectado por los zombis.
Ash, por su parte, está corriendo por su vida por las calles, decidido a resolver el problema zombi por él mismo. En ese momento Ash ve a Dazzler siendo atacada por Bucky (Soldado del Invierno) y la rescata, no sin antes dispararle a Bucky (Soldado del Invierno). Cuando Ash le explica a ella sobre el Necronomicón, Dazzler rápidamente lo lleva a Greenwich Village, más bien a la mansión del Dr. Extraño. Al llegar, Dazzler explica a Ash sobre el conocimiento de las artes oscuras del Dr. Extraño, él no responde. Ella se distrae por un momento, y al darse la vuelta, ve al Pato Howard zombi feliz comiendo el cerebro de Ash.

### Night of the Livid Dead
Aquí se nos presenta Ashley "G." Williams. A diferencia del otro Ash, este vive en un mundo lleno de superhéroes y que jamás combatió en el El ejército de las tinieblas, pero siempre sintió que estaba destinado para grandes cosas mucho más que ser un empleado de supermercado. Cuando un grupo de zombis se le apareció, vio su oportunidad, tomo su motosierra y su escopeta y se apresuró para combatirlos.
Sin embargo, él tuvo que hacer frente a los ojos de Ashley "J." Williams, del universo del Ejército de las Tinieblas, acompañado por Dazzler, al igual que el dúo llegó a Greenwich Village. Distraído y conmocionado al ver a su alterno, Ashley "G." Williams fue asesinado por el Pato Howard zombi y no el primero que apareció. Esto proporciona una explicación para el cadáver de Ash visto en este último número que tenía dos manos y la carne no tenía cicatrices (después de no haber encontrado nunca el Necronomicón y, por tanto, nunca perder la mano derecha o cualquier otra cosa relacionada con las lesiones).
Esto demuestra que, en el número anterior en el que Ash explica a la Bruja Escarlata, cuando ésta quería respuestas acerca de lo que sucedió antes, él decía la verdad. Ella les informa que todos Los Vengadores habían sido infectados a causa de un S.O.S enviado por el Coronel América, llamando a todos los vengadores activos a reunirse en la Mansión de los Vengadores, siendo esto una trampa. Ash y la compañía de las 2 superheroínas entran a la mansión del Dr. Extraño y encuentran al Druida que se ha convertido en un zombi, quien estaba devorando el cuerpo de uno de los discípulos de Dr. Extraño, el señor Wong, Ash le dice que tiene la solución pero tiene que decirle donde se encuentra la biblioteca del Dr. Extraño y que controle su hambre, Druida les indica el camino, y cuando se da la media vuelta Ash le vuela la cabeza con su escopeta.
(En otro lugar, en las páginas de Marvel Zombies: Dead Days, es revelado al lector que Dr. Extraño no se encuentra en su mansión porque estaba a bordo del Helicarrier S.H.I.E.L.D durante el ataque zombi debido a que un ahora loco Reed Richards por la muerte de sus hijos infectó al resto de su equipo y comenzó otra masacre).
En la biblioteca del Dr. Extraño, comienzan a buscar el Necronomicón y se encuentran con un libro que les dice que la posible localización del Necronomicón sea Latveria. Ash y las dos heroínas deciden ir hasta ahí; la Bruja Escarlata les da la idea de usar su Quinjet para ello, pero el equipo de los Power Pack (ahora zombi), quienes estaban atacando a los ciudadanos sobrevivientes, les impedía el paso hacia la nave.
Por suerte son distraídos por el grupo Nextwave (quienes se sacrifican hilarantemente según se explica), mientras que los héroes aprovechan para abordar la nave e ir a Latveria. Al llegar ven que la fortaleza del Doctor Doom esta sitiada por los héroes zombis.

### The Book of Dooms
Los Zombis continúan haciendo estragos en todo el planeta, Los monitores de Nick Fury muestran los acontecimientos que tienen lugar en Nueva York con él a bordo del Helicarrier de S.H.I.E.L.D. La situación está más allá de toda esperanza de control hasta que Quicksilver fue infectado por una zombi Mystique, con la apariencia de su hermana, la Bruja Escarlata(escapa con una organización llamada La resistencia).  Quicksilver utiliza su supervelocidad para propagar la infección más allá de toda esperanza de contención. Esto conduce a la infección de, el Capitán Britania en Londres, El Guardián Rojo en Moscú, Samurái plateado y Sunfire en Tokio, e incluso Ka-Zar y su mascota, Zabu un gato dientes de sable en la Tierra Salvaje.
En Latveria, el castillo del Doctor Doom sigue siendo asaltado por zombis. Después de entrevistarse con el Dr. Doom este les dice que la infección producida es de tipo biológico (incluso extraterrestre) y no producida por fuerzas místicas como pensaba Ash, por ello tienen un altercado y luego Ash es mandado a una "zona de seguridad" en la cual se encuentran varios sobrevivientes de Latveria. Dazzler y la Bruja Escarlata critican la decisión del Dr. Doom, pero este les dice que tienen que permanecer tranquilas y condescendientes porque son la única esperanza en estos momentos.
Ash se escapa de la zona de seguridad gracias a la ayuda de la Bruja Escarlata y deciden ir a la biblioteca de Doom con el fin de encontrar de una vez por todas el Necronomicón, en eso aparecen unos de los Doombots pero terminan siendo destruido por los héroes. Ash le dice a la Bruja Escarlata que regrese con Doom para no levantar sospechas. Luego Ash idea un plan el cual es usar la ropa y la máscara del robot para entrar a la biblioteca que estaba resguardada. Al entrar encuentra el libro, Ash le exige que le diga la manera de detener esto, pero el Necronomicón confirma que la plaga es de origen extraterrestre, y que, por primera vez, Ash esta totalmente sin esperanza.
Sintiéndose sin esperanza sale de la biblioteca, y en uno de los corredores se sorprendió de encontrar una "aparentemente" Amora humana encarcelada en un campo de fuerza. Ella le dice que la libere para aliarse contra Doom y este lo hace. Luego Ash se reúne con Dazzler y Wanda que venían a ver que es lo que pasaba con él, y en eso la Encantadora, zombi ahora, esta por las espaldas de un desprevenido Ash, al cual trata de devorar.

### The Stalking Dead
Dazzler salva a Ash de la Encantadora y utiliza sus poderes para distraerla y revela su verdadera apariencia a Ash. Lamentablemente, Amora muerde en el dedo a Dazzler arrancándoselo. Sin embargo, antes de que alguien haga algo, Doom llega y mata a la Encantadora y a Dazzler.
Doom quiere matar a Ash también, pero es distraído por uno de sus guardias, diciéndole que todos los héroes zombificados (a excepción de la Bruja Escarlata)han formado un ejército para "reclutar" a Doom y encontrar a los humanos sobrevivientes en el castillo para devorarlos. Entre las filas del ejército de supér héroes zombificados, el zombi Punisher, ataca y muere por la Bruja Escarlata, por lo que Ash trata de ayudarla pero ella le dice que es muy tarde y que busque salvarse (Mientras es a punto de ser devorada, Sif y soldados asgardianos llegan a salvarla y vuelven a Asgard).
El Doctor Doom maldice a los invasores y cree que es obra de Hank McCoy (Bestia) y el Profesor Charles Xavier, pero Bestia corrige a Doom diciéndole que él mismo devoró de Xavier(es conducido por Charles), y que fue Reed Richards quien le ayudó a reprogramar a Cerebro para encontrar al resto de los seres humanos. Luego de ello Doom expresa su indignación y odio a Richards, luego Reed Richards reaparece y envuelve a Doom en un intento de infectarlo.
Mientras tanto Ash tiene una idea y se va a buscar el Necronomicón, Ash le dice que tiene que ayudarlo porque al estar el Necronomicón hecho de sangre y piel humana los Héroes Zombis no tardarán en devorarlo también. Asustado el libro decide ayudar a Ash y convoca al ejército de la oscuridad formándose una larga e importante batalla entre ambas partes, hasta que por fin los Marvel Zombies emergen triunfantes. En el caos Ash, que tenía el Necronomicón, busca una salida y se encuentra en un laboratorio con un malherido Doom, que había escapado de Reed Richards, el cual había activado un portal para que los sobrevivientes fuesen a un mundo paralelo aleatoria mente, Doom le dice a Ash que se apresure en entrar ya que dentro de poco el portal se cerrará, Ash hace caso pero también le dice a que entre al portal, Doom le dice que ya está infectado, y sólo su voluntad retarda el proceso. Antes de irse, Ash tira el Necronomicón al piso diciendo que ya no lo necesita, el libro lo maldice diciéndole que a donde él vaya siempre se encontrarán.
Cuando ya todos, incluyendo a Ash, pasaron el portal llegan Los 4 Fantásticos zombis y tratan de impedir que Doom lo destruya, pero ya era demasiado tarde, entonces la Mole comienza a golpear a Doom duramente.
En eso Wolverine encuentra al Necronomicón el cual imploraba por su vida pero el zombi le dijo que podrán devorar humanos pero no son tontos como para devorar un libro. El Necronomicón se da cuenta del engaño del que fue víctima y luego termina en las manos de Hulk el cual le dice que a pesar de ser un zombi igual sienten necesidad por ir al baño y que se podría hacer un buen papel higiénico con el libro.
Mientras tanto, Ash es capaz de seleccionar un universo, y se encuentra primero en uno extraterrestre, en uno prehistórico, en uno posapocalíptico y en varias versiones de la Tierra antes de finalmente llegar a lo que él cree es la Nueva York de su universo. Lamentablemente, como él gira a la esquina, y descubre un grupo de Héroe-Lobo (Lobo-Wolverine, Lobo-Spiderman, Lobo-Giant Man, entre otros) devorando el esqueleto de Galactus, los cuales lo detectan y piensan comérselo, el tiempo se le acaba y el portal se le cierra. La historia termina con Ash en un universo similar al anterior, tratando de salvar su vida corriendo lo más rápido posible de ellos y disparando para poder pasar.